# Žakovce
Žakovce jsou obec na Slovensku v okrese Kežmarok. V roce 2012 zde žilo 856 obyvatel.

## Dějiny
Žakovce jsou zmiňovány v listinách v roce 1209 jako vůbec první obec na Spiši. Její původní jméno bylo Villa Isaac, tedy Izákova vesnice. Z tohoto jména pochází i slovenský název Žakovce (Izákovce).
Kolem roku 1465 obec získal šlechtický rod Zápolských. Byla osídlena německým obyvatelstvem, takže po roce 1945 došlo k jeho naprosté obměně.

## Obyvatelstvo
Počet obyvatel v roce 1991 dosáhl 581 a v roce 2001 stoupl na 614.
Složení obyvatelstva podle náboženského vyznání (v roce 2001):
- Římští katolíci - 57 %
- Řeckokatolíci 35 %
- Pravoslavní 3,75 %

## Geografie

### Vodní toky
Obcí protéká Žakovský potok. Pramení na sever od vesnice v Dufalové dolině.

### Vodní plochy
Mimo katastr obce se nachází vodní nádrž Žakovce, napájená ze Žakovského potoka.

## Osobnosti
- Marián Kuffa (* 1959) – římskokatolický kněz, věnující se lidem z okraje společnosti

## Galerie

Žakovce
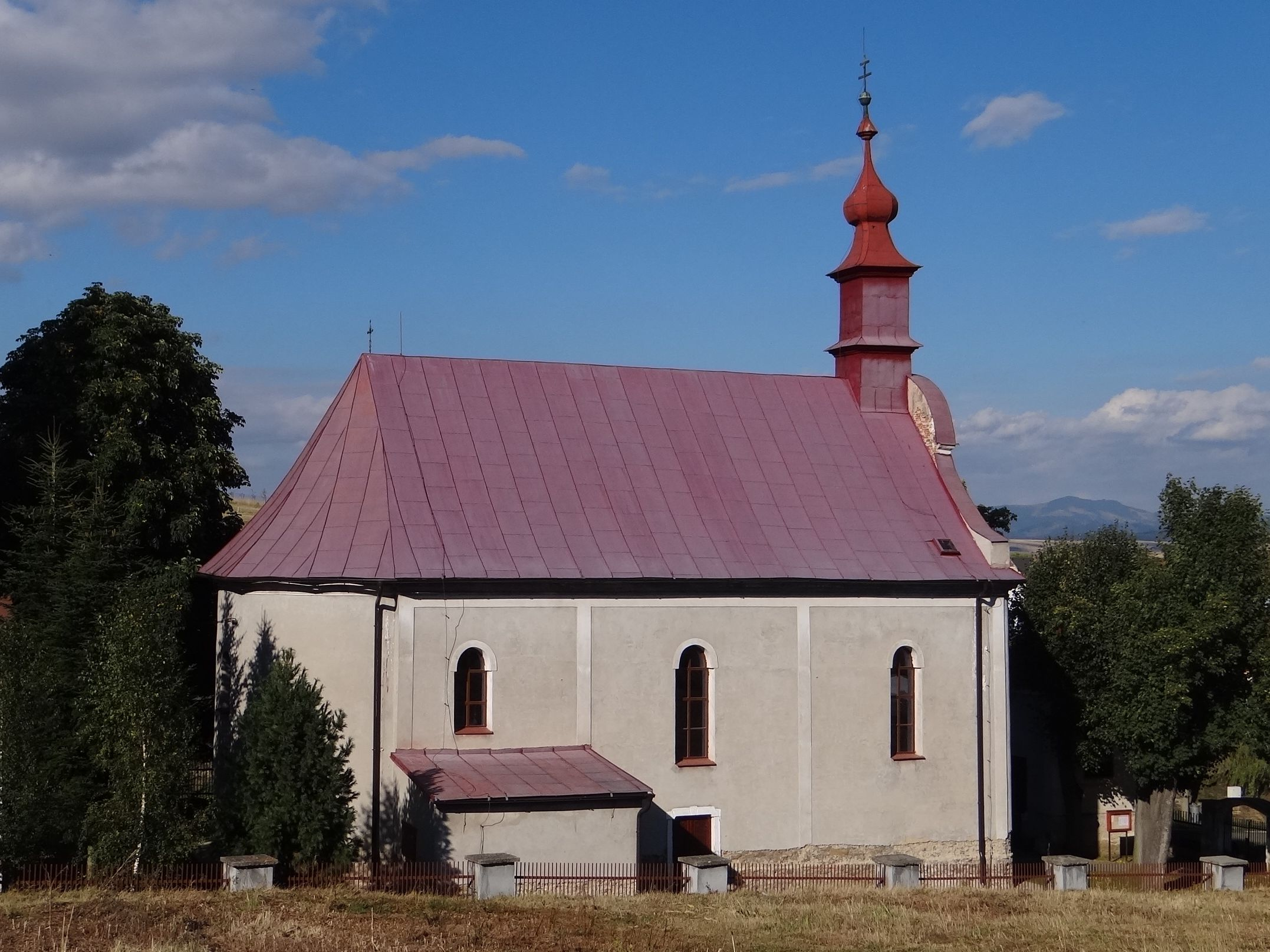
Kostel
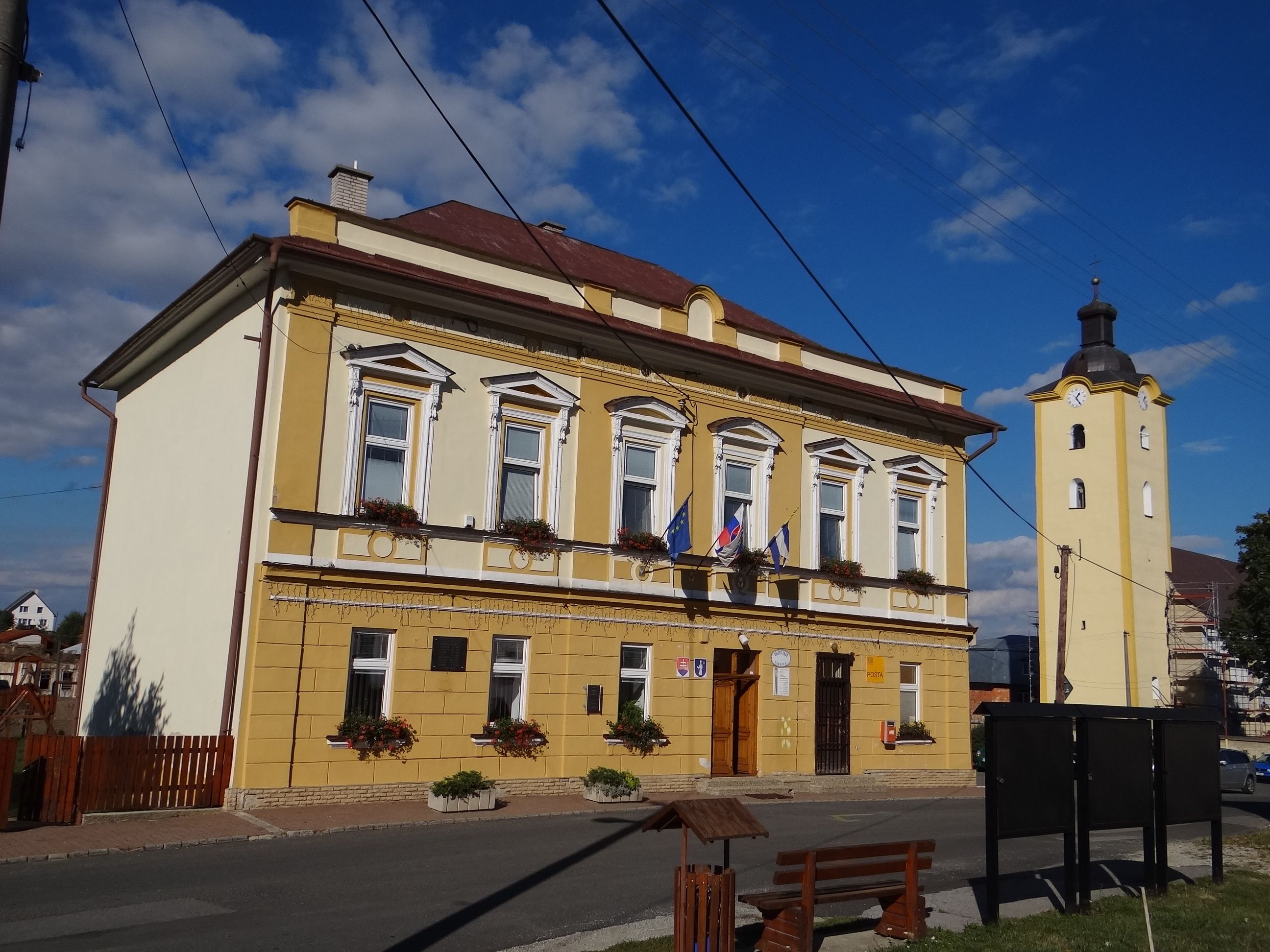
Obecní úřad
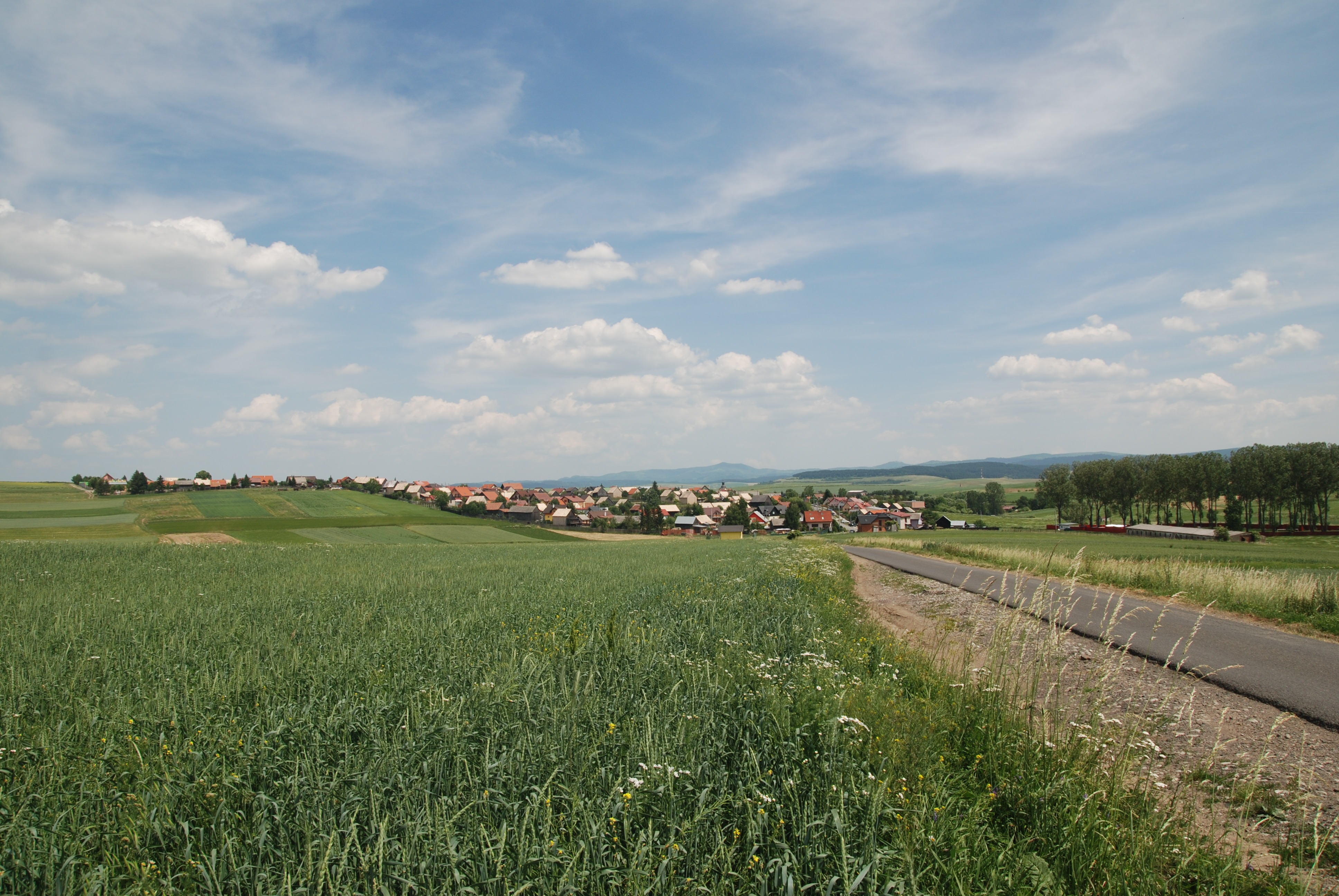
Pohled z dálky
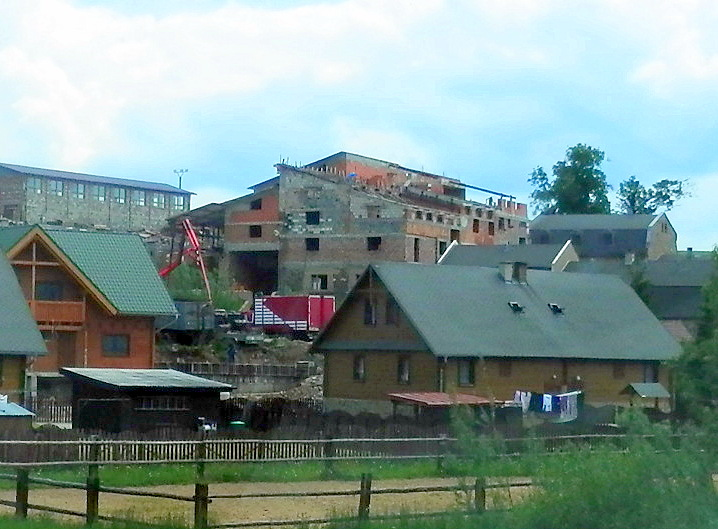
Stavení